# Liste der Kulturgüter in Dachsen
Die Liste der Kulturgüter in Dachsen enthält alle Objekte in der Gemeinde Dachsen im Kanton Zürich, die gemäss der Haager Konvention zum Schutz von Kulturgut bei bewaffneten Konflikten, dem Bundesgesetz vom 20. Juni 2014 über den Schutz der Kulturgüter bei bewaffneten Konflikten sowie der Verordnung vom 29. Oktober 2014 über den Schutz der Kulturgüter bei bewaffneten Konflikten unter Schutz stehen.
Objekte der Kategorie A sind im Gemeindegebiet nicht ausgewiesen, Objekte der Kategorie B sind vollständig in der Liste enthalten, Objekte der Kategorie C fehlen zurzeit (Stand: 1. Januar 2022). Unter übrige Baudenkmäler sind weitere geschützte Objekte zu finden, die im Verzeichnis der Objekte von überkommunaler Bedeutung der kantonalen Denkmalpflege zu finden und nicht bereits in der Liste der Kulturgüter enthalten sind.

## Kulturgüter
| Foto | | Objekt | Kat. | Typ | Standort                             | Beschreibung |
| ---- | --- | --- | ---- | --- | ------------------------------------ | ------------ |
| ja   | Datei hochladen · Wikidata zu Bahnhof (1857) und ehem. Hotel Witzig (jetzt Lehrlingsheim Georg Fischer) (Q29932530) | Bahnhof mit Aufnahmegebäude, Güterschuppen, Wandbrunnen und Wohnhaus mit Scheune (ehemaliges Hotel Witzig) KGS-Nr.: 7422 | B    | G   | Bahnhofstrasse 11–15 688260 / 280310 |              |
| BW   | Datei hochladen · Wikidata zu Ehemaliges Untervogtshaus (Q29932533)                                                 | Ehemaliges Untervogthaus KGS-Nr.: 7423                                                                                   | B    | G   | Dorfstrasse 27 688632 / 279951       |              |
| ja   | Datei hochladen · Wikidata zu Kapelle (Q29932534)                                                                   | Kapelle KGS-Nr.: 7424 | B    | G   | Bolstrasse 7 688657 / 280011         |              |

## Übrige Baudenkmäler
| ID              | Foto |                 | Objekt                                            | Kat.    | Typ | Standort                                 | Beschreibung |
| --------------- | ---- | --------------- | ------------------------------------------------- | ------- | --- | ---------------------------------------- | ------------ |
| 02500009        | ja   | Datei hochladen | Ehemaliges Doppelweinbauernhaus, Hausteil 1       | C       | G   | Dorfstrasse 37 688705 / 279893           |              |
| 02500010        |      | Datei hochladen | Ehemaliges Doppelweinbauernhaus, Hausteil 2       | C       | G   | Dorfstrasse 35 688702 / 279895           |              |
| 02500014        |      | Datei hochladen | Bauernhaus (1465) mit Ökonomiegebäude             | B reg.  | G   | Dorfstrasse 29 688655 / 279938           |              |
| 02500019        |      | Datei hochladen | Wohnhäuschen                                      | C       | G   | Dorfstrasse 25 688623 / 279969           |              |
| 02500030        |      | Datei hochladen | Gasthof Linde, heute Bauernhaus                   | C       | G   | Dorfstrasse 26 688524 / 280022           |              |
| 02500035        | ja   | Datei hochladen | Ehemaliges Weinbauernhaus                         | C       | G   | Bolstrasse 3 688624 / 280008             |              |
| 02500044        |      | Datei hochladen | Trafostation B 6 Turm                             | B reg.  | G   | Weinbergstrasse 688612 / 280077          |              |
| 02500046        |      | Datei hochladen | Ehemaliges Weinbauernhaus                         | C       | G   | Statthofweg 3 688558 / 280091            |              |
| 02500049        |      | Datei hochladen | Ehemaliges Bauernhaus                             | C       | G   | Dorfstrasse 17 688532 / 280065           |              |
| 02500091        | ja   | Datei hochladen | Alte Mühle                                        | C       | G   | Dorfstrasse 52 688755 / 279862           |              |
| 02500099        |      | Datei hochladen | Ehemaliges Bauernhaus                             | C       | G   | Gartenstrasse 1 688622 / 279942          |              |
| 02500123        |      | Datei hochladen | Ehemaliges Bauernhaus                             | C       | G   | Chratzhöfli 4 688505 / 280004            |              |
| 02500129        |      | Datei hochladen | Bauernhaus                                        | C       | G   | Dorfstrasse 14 688456 / 280121           |              |
| 02500150        |      | Datei hochladen | Hotel Witzig, Nebengebäude (Wohnhaus mit Scheune) | B reg.  | G   | Bahnhofstrasse 15 688276 / 280321        |              |
|                 | ja   | Datei hochladen | Infanteriebunker Dachsen Süd A 5466               | B kant. | G   | Unter Rihalden 689000 / 279205           |              |
|                 |      | Datei hochladen | Infanteriebunker Dachsen Nord A 5467              | B reg.  | G   | 688270 / 279777                          |              |
| 025BRUNNEN00002 | ja   | Datei hochladen | Eiserner Brunnen                                  | B kant. | K   | Dorfstrasse / Bolstrasse 688613 / 279980 |              |
| 025BRUNNEN00148 |      | Datei hochladen | Wandbrunnen beim Hotel Witzig                     | B reg.  | K   | Bahnhofstrasse 688259 / 280312           |              |

Legende: Im Wesentlichen siehe Legende der Liste der Kulturgüter von nationaler und regionaler Bedeutung, mit folgenden Ausnahmen:
- Anstelle der KGS-Nummer wird als Objekt-Identifikator (ID) die Inventarnummer im Verzeichnis der Objekte von überkommunaler Bedeutung des kantonalen Denkmalschutzamtes verwendet.
- Bei den Kategorien wird wie folgt unterschieden: B kant. = Objekt von kantonaler Bedeutung (Kanton Zürich); B reg. = Objekt von regionaler Bedeutung (Kanton Zürich).